# Ludwig Heinrich Jungnickel
Ludwig Heinrich Jungnickel (* 22. Juli 1881 in Wunsiedel; † 14. Februar 1965 in Wien) war ein deutsch-österreichischer Maler und Illustrator, der vor allem durch seine Tierbilder bekannt wurde.

## Leben
Jungnickel war der Sohn eines Tischlers. 1885 übersiedelte die Familie nach München, wo er die Kunstgewerbeschule besuchte. Nach dem Tod seiner Mutter wanderte er mit seinem jüngeren Bruder 1897 nach Rom, wo er beider Lebensunterhalt mit dem Verkauf von Zeichnungen an Touristen verdiente. Der italienische Archäologe Orazio Maruchi ermöglichte es ihm, in den Sammlungen des Vatikans Kopien von den dortigen Bildern anzufertigen. Deren Qualität war so gut, dass man ihm eine Ausbildung zum Kirchenmaler vorschlug. Zu diesem Zweck wurde Ludwig Heinrich Jungnickel Zögling im Kloster Tanzenberg bei Klagenfurt.
1899 zog er nach Wien und schrieb sich an der Wiener Akademie in der Allgemeinen Malerschule bei Christian Griepenkerl ein. Um 1900 war er für den Kölner Schokoladeproduzenten Ludwig Stollwerck mit Entwürfen für Stollwerck-Sammelbilder tätig. Nach der Rückkehr von einer Ungarnreise inskribierte er sich 1902 bei Alfred Roller an der Kunstgewerbeschule des k. k. Museums für Kunst und Industrie. 1905 ging Jungnickel nach München an die Akademie der bildenden Künste zu Professor Marr und kehrte 1906 an die Wiener Akademie der bildenden Künste (William Unger) zurück.
Der künstlerische Durchbruch gelang ihm durch die Veröffentlichung von Bildern in Schablonenspritztechnik, die er nach der Kunstzeitschrift The Studio erfunden hatte. 1906 stellte er an der Wiener Secession aus, deren Mitglied er aber nie wurde. Als Mitarbeiter der Wiener Werkstätte entwarf er Gläser, Vasen, Stoffe, Tapeten, Teppiche, Gebrauchsgrafiken und Postkarten. Sein wohl bedeutendstes Werk für die Wiener Werkstätte waren Entwürfe eines Tierfrieses für ein Kinderzimmer im Palais Stoclet in Brüssel. In der Kunstschau 1908 in Wien stellte Ludwig Heinrich Jungnickel seine ersten Farbholzschnitte aus, denen 1909 eine Serie von Farbholzschnitten von Tieren aus dem Tiergarten Schönbrunn folgte. Für seine Farbholzschnitte wurde Jungnickel internationale Anerkennung zuteil. Bei der Internationalen Kunstausstellung 1911 in Rom erhielt er den Grafikerpreis, in Amsterdam die goldene Medaille. In Leipzig wurde ihm 1914 die Staatsmedaille der Internationalen Ausstellung für Buchgewerbe und Grafik Bugra verliehen und 1915 in San Francisco die Silber- und Bronzemedaille der Internationalen Ausstellung. 1911 erhielt Ludwig Heinrich Jungnickel die Professur an der Fachklasse für Graphische Kunst in Frankfurt. Im gleichen Jahr präsentierte er Farbholzschnitte mit Ansichten von Frankfurt, die in Fachkreisen enthusiastisch aufgenommen wurden. Ein Jahr später – 1912 – kehrte er nach Wien zurück und beschäftigte sich mit Tapetenentwürfen, der Gestaltung von Exlibris und fertigte weitere Tierholzschnitte an. Studienreisen führten Ludwig Heinrich Jungnickel 1912 nach Bosnien und in die Herzegowina und 1914 nach Ungarn. Hauptthema auf diesen Reisen waren Menschen (Porträts, Volksszenen und Akte).

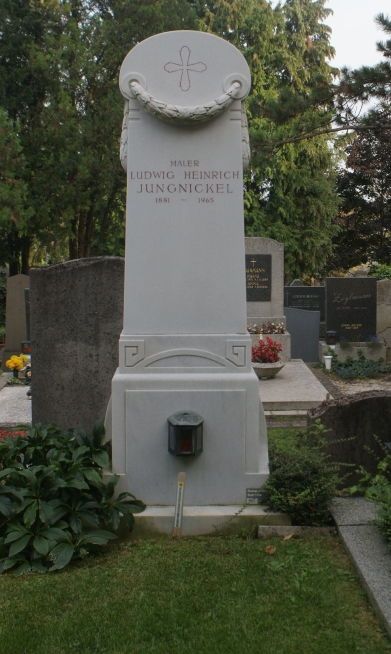
Grabstätte von Ludwig Jungnickel

Während des Ersten Weltkriegs wechselte Ludwig Heinrich Jungnickel von den grafischen Arbeiten verstärkt zu Zeichnungen mit Kohle, Kreide und Bleistift. Ende 1915 leistete er ein halbes Jahr lang Militärdienst im Deutschen Kaiserreich, wurde dabei aber nicht an der Front eingesetzt. 1917 fertigte er eine Mappe mit sechs Farbholzschnitten Tiere der Fabel, die später um 24 Farblithografien zur Illustration der Äsopschen Tierfabeln des klassischen Altertums erweitert wurden und 1919 beim Verlag Schroll in gebundener Form erschienen. 1918 erhielt Ludwig Heinrich Jungnickel die österreichische Staatsbürgerschaft. Das Italienische Skizzenbuch mit 40 Lithografien erschien 1921 und 1922 im Haybach-Verlag Wien L. H. Jungnickel – Studien aus der Spanischen Hofreitschule. In den 1920er Jahren unternahm er zahlreiche Reisen, die ihn nach Deutschland, Holland, Italien und Jugoslawien führten. In Italien und Jugoslawien entstanden vor allem Bilder von Küstenlandschaften. Er schuf aber auch weiterhin Tierbilder.
Schon ab  1912 arbeitete Jungnickel auch für die Wiener Werkstätte und zeichnete dort für Entwürfe von Textilkunst und Keramik-Objekten verantwortlich. Diese Tätigkeit als Keramik-Designer fand anfangs im Rahmen der Gmundner Keramik und ab 1926 im Kontext der Folge-Firma Schleiss-Keramik statt. Hier gestaltete er bis in die 1950er Jahre etliche keramische Einzelstücke.
Jungnickel war auch Schüler am Bauhaus in Weimar, denn die 1919 veröffentlichte Jahresmappe der Gesellschaft für vervielfältigende Kunst in Wien „Studierende des Bauhauses“ enthält als Blatt 2 seine Lithografie Reitschule. Ab 1924 war Ludwig Heinrich Jungnickel Mitglied des Wiener Künstlerhauses, wo er sich regelmäßig an Ausstellungen beteiligte. 1930 erhielt er den Österreichischen Staatspreis für bildende Kunst und die Goldene Ehrenmedaille der Genossenschaft der bildenden Künstler Wien. 1937 folgte der Große Österreichische Staatspreis für bildende Kunst und er war auf der Großen Deutschen Kunstausstellung 1937 in München mit einer Zeichnung (Dalmatinischer Esel) vertreten. Ab den 1930er Jahren verbrachte Ludwig Heinrich Jungnickel die Sommer meist in Kärnten, wo er Anschluss an andere Künstler fand, und die Wintermonate im Mittelmeerraum. 1933 wurde Jungnickel Mitglied im Rotary Club Villach, der nach dem Anschluss 1938 von den Nationalsozialisten zwangsaufgelöst wurde.
Da der Präsident des Wiener Künstlerhauses seinen Ariernachweis nicht an die Behörden weitergab und man ihn vermutlich wegen Kontakten zu Juden denunziert hatte, blieb Ludwig Heinrich Jungnickel zunächst nur die Emigration nach Opatija. Von dort aus versuchte er, die Angelegenheit mit den Behörden schriftlich zu klären, was ihm aber nicht gelang. Unterdessen wurde seine Wohnung von der Gestapo geräumt und 1945 sein Atelier bei einem Luftangriff zerstört, beides führte vermutlich zu einem Verlust von frühen Werken. Ludwig Heinrich Jungnickel selbst wurde in Abwesenheit wegen „staatsfeindlicher Betätigung“ verurteilt. Der Künstler saß in Opatija fest, wo er sich mit dem Verkauf von selbst gezeichneten Ansichtskarten über Wasser hielt. In Österreich geriet Ludwig Heinrich Jungnickel durch seine Abwesenheit langsam in Vergessenheit. Erst 1952 konnten ihm Freunde die Rückkehr nach Österreich ermöglichen, wo er anschließend in Villach wohnte. Erst ab den 1960er Jahren bekam er auch in Wien wieder eine Wohnung.
Nach seinem Tod wurde Ludwig Heinrich Jungnickel auf dem Kalksburger Friedhof (Gr. 12, Nr. 33) in Wien-Liesing beigesetzt.

## Ehrungen

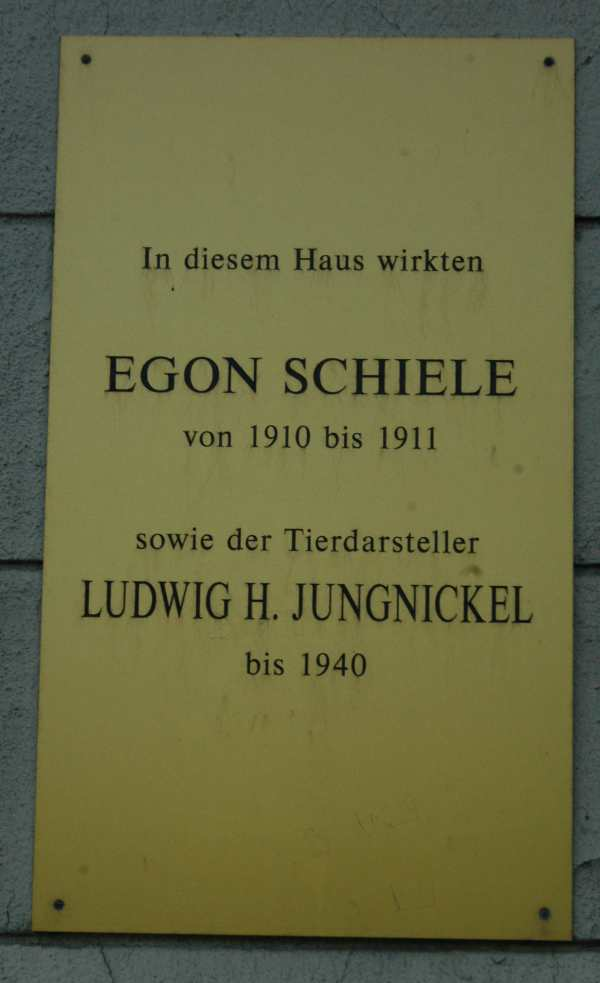
Gedenktafel in der Grünbergstraße 31 in Wien-Meidling

So wie schon in der Zwischenkriegszeit erhielt Ludwig Heinrich Jungnickel auch in der Nachkriegszeit zahlreiche Ehrungen und Auszeichnungen. Vom österreichischen Bundespräsidenten erhielt er eine Ehrengabe auf Lebenszeit (1955), von der Gesellschaft der bildenden Künstler in Wien den „goldenen Lorbeer“ (aus Anlass des 75. Geburtstags 1956), die Bronzemedaille für Verdienste um die Republik Österreich und einen Förderpreis (1957), die Ehrenmedaille der Bundeshauptstadt Wien (1961) und 1964 wurde er Ehrenmitglied des Wiener Künstlerhauses.
- 1952: Preis der Stadt Wien für Bildende Kunst
- Eine Gedenktafel befindet sich am Haus Grünbergstraße 31 in Wien-Meidling
- Eine weitere Gedenktafel befindet sich an seinem Geburtshaus in Wunsiedel
- Der Jungnickelweg in Wien-Meidling und Liesing wurde 1973 nach dem Künstler benannt.

## Werke (Auszug)
- Rauchende Grille, Farbholzschnitt, 1910.[5]
- Das Gewitter, Tempera auf Papier, 1913, 51,8 × 51 cm, signiert „L.H. JUNGNICKEL 13“, Österreichische Galerie Belvedere
- Die Sintflut, Öl auf Leinwand, um 1913, 100 × 110 cm, signiert „L.H. / JUNGNICKEL“, Österreichische Galerie Belvedere
- Erbeutete Geschütze vor dem Heeresmuseum, 1917/18, Heeresgeschichtliches Museum, Wien
- Kuhstall, Öl auf Leinwand, 1919, 60 × 76,5 cm, signiert „L.H. / JUNGNICKEL 19“, Österreichische Galerie Belvedere
- Bucht von Neapel, Öl auf Leinwand, um 1920, 104,5 × 68 cm[6]
- Kämpfende Hähne, Öl auf Leinwand, 1921, 92,5 × 91 cm, signiert „L. H. JUNGNICKEL 21“, Österreichische Galerie Belvedere[7]

## Ausstellungen
- Um ihn wieder bekannt zu machen, widmeten ihm die Grafische Sammlung Albertina in Wien und die Neue Galerie am Landesmuseum Joanneum in Graz Personalausstellungen.
- 2021: Ludwig Heinrich Jungnickel, Galerie bei der Albertina, Zetter (Wien), Einzelausstellung
- Klagenfurt, Landesmuseum für Kärnten 1954
- Wiener Künstlerhaus 1957
- Villach, KunsthausSudhaus 2016/2017

Ausstellung Sudhaus Villach
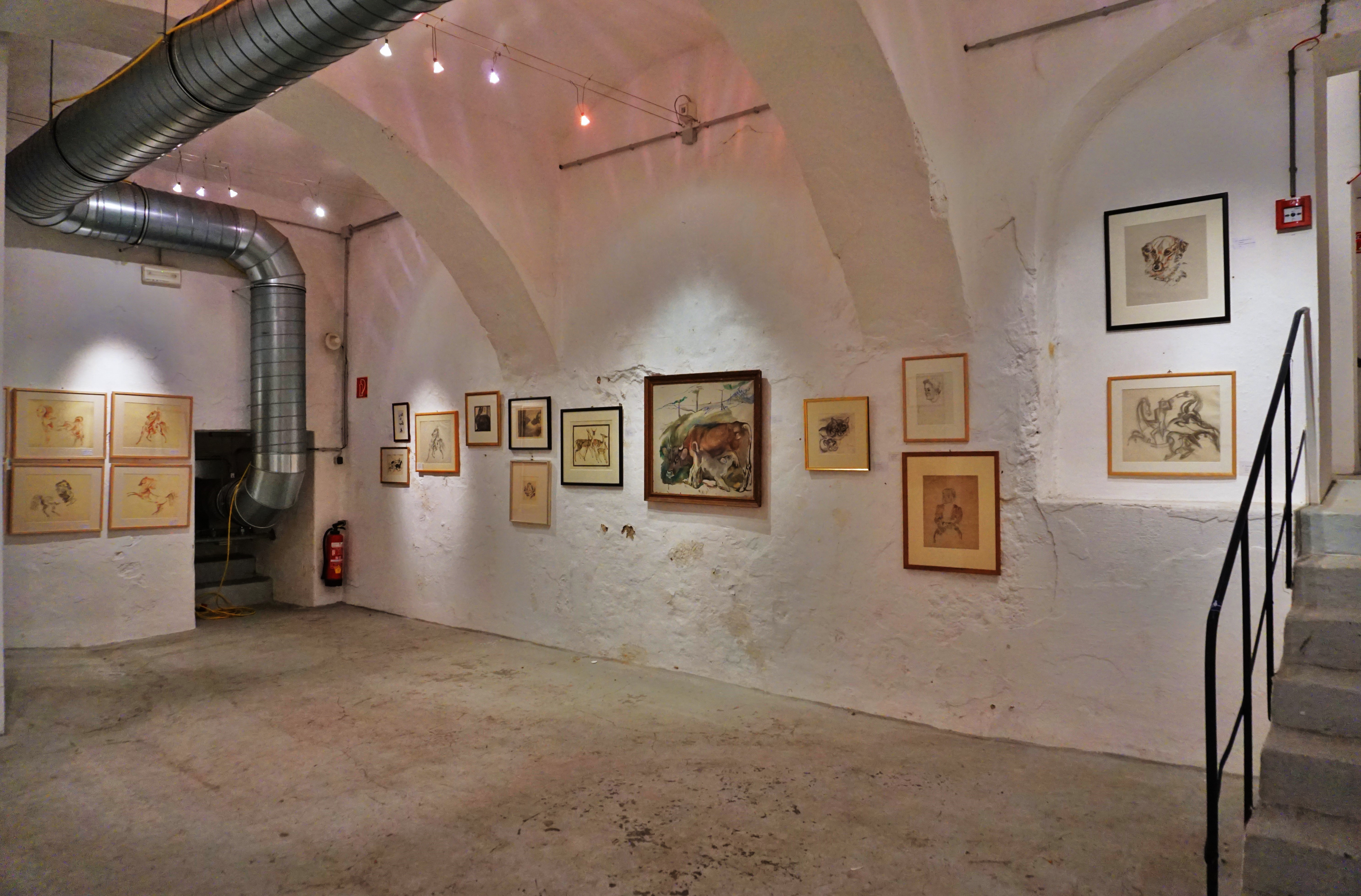
Ausstellung im KunsthausSudhaus Villach